# Someone's Watching Me!
Someone's Watching Me! es una película para televisión estadounidense dirigida y escrita por John Carpenter, protagonizada por Lauren Hutton y Adrienne Barbeau. La película fue el siguiente proyecto de Carpenter luego de la exitosa y aclamada Halloween. Fue producida por Warner Bros. y transmitida por la NBC el 29 de noviembre de 1978.

## Sinopsis
Una mujer llamada Leigh Michaels se muda a Los Ángeles, donde encuentra empleo dirigiendo en televisión. Un hombre la observa en el balcón de su nuevo apartamento con un telescopio. Obsesionado con ella, empieza a asediarla y a entrar en su apartamento cuando ella no está. Michaels reporta el hecho a la policía sin éxito. Con la ayuda de su novio Paul Winkless, Leigh intenta hacerle frente al extraño sujeto.

## Reparto
- Lauren Hutton - Leigh Michaels
- David Birney - Paul Winkless
- Adrienne Barbeau - Sophie
- Charles Cyphers - Gary Hunt
- Grainger Hines - Steve
- Len Lesser - Burly Man
- John Mahon - Frimsin
- James Murtaugh - Leone
- J. Jay Saunders - Inspector de policía